# Rašelinná louka u Proseče-Obořiště
Rašelinná louka u Proseče-Obořiště je přírodní památka v katastrálním území Částkovice a Myslov v okrese Pelhřimov v nadmořské výšce 601 až 612 metrů. Oblast spravuje Krajský úřad Kraje Vysočina. Přírodní památka byla znovu vyhlášena Nařízením Kraje Vysočina č. 12/2013 ze dne 22. října 2013. Důvodem ochrany jsou slatiniště, prameniště a mokřadní a vlhké louky s výskytem zvláště chráněných druhů.